# Julius Wilhelm Oelsner
Julius Wilhelm Oelsner (* 22. Dezember 1800 in Breslau, Provinz Schlesien; † 24. April 1862 in Trebnitz, Landkreis Trebnitz, Provinz Schlesien) war Abgeordneter in der Frankfurter Nationalversammlung.
Oelsner war Unternehmer und Kaufmann in der Textilbranche, später erwarb er das Schloss Sasterhausen im Kreis Striegau.
Von Mai bis Oktober 1848 vertrat er als fraktionsloser Abgeordneter den Wahlkreis Trebnitz in der Frankfurter Paulskirche. Von 1849 bis 1851 war er Abgeordneter des  Preußischen Landtags.